# 黑龙江省科学技术馆
黑龙江省科学技术馆，位于黑龙江省哈尔滨市太阳岛科技园区，是中国国家4A级旅游景区。始建于2001年4月，2003年4月竣工，2003年8月正式向社会开放。该馆建筑造型奇特，共分3层，占地面积5万平方米，建筑面积2.5万平方米。其中常设展厅面积1.2万平方米，临时展厅1500平方米。全馆共12个常设展区，常设展览包括数学、力学、光学、电学、生态学、机器人、航天、交通运输等多方面，部分展览还设置了相应的互动内容。此外还设有临时展厅、学术报告厅，可随时举办各种临时展览、培训及各类会议。学术报告厅设有先进的六声道同声传译等设施，可为国际性的学术交流提供优质服务。馆中还设有4D影院和球幕影院，以及快餐厅、水吧。